# Ruth Rowland Nichols

Ruth Nichols. Acervo do Arquivo Nacional.

Ruth Rowland Nichols (23 de fevereiro de 1901 – 25 de setembro de 1960) foi uma pioneira da aviação estadunidense. Foi a única mulher a atingir simultaneamente o recorde mundial de velocidade, altitude e distância.

## Biografia
Nichols nasceu na Cidade de Nova York. Seu pai era um membro da Bolsa de Nova York, e tinha servido com Teddy Roosevelt no Rough Riders. Ela realizou seus estudos em uma instituição particular. No ano de sua formatura do colegial, em 1919, seu pai deu-lhe de presente de formatura uma viagem de avião com Edward Anderson "Eddie" Stinson, Jr., ás da I Guerra Mundial, o que estimulou seu interesse em se tornar uma pilota. Ela frequentou a Faculdade Wellesley, onde estudou áreas relacionadas à medicina e formou-se em 1924.

### Carreira como pilota
Enquanto era aluna no Wellesley College, Nichols, secretamente, tomou aulas de vôo. Logo após a formatura, ela recebeu sua licença de piloto, e se tornou a primeira mulher no mundo a obter uma licença para hidroavião.
Durante a década de 1930, em meio a uma carreira como pilota para companhias de aviação, Nichols bateu várias recorde de voos, a maioria deles em um Lockheed Electra. Em 1930, ela bateu o recorde de Charles Lindbergh numa viagem através do país, completando a viagem em 13 horas e 21 minutos. Em março de 1931, ela estabeleceu o recorde feminino de altitude, ao chegar a 28.743 pés (8.760,9 m). Em abril de 1931, ela estabeleceu o recorde feminino mundial de velocidade, ao atingir 210,7 milhas por hora (339,1 km/h). Em junho de 1931, ela tentou se tornar a primeira mulher a voar sozinha sobre o Oceano Atlântico, mas caiu em New Brunswick e ficou gravemente ferida. Após sua recuperação, em outubro, 1931, ela estabeleceu o recorde feminino de distância com um voo de Oakland, Califórnia, para Louisville, Kentucky, um total de 1.977 milhas (3.182 km).
Em 14 de fevereiro de 1932, Nichols atingiu um novo recorde mundial de altitude, ao chegar a 19.928, durante um vôo em um Lockheed Vega. Em 29 de dezembro, Nichols se tornou a primeira mulher piloto comercial de uma companhia aérea, voando pela New York and New England Airways.

### Falecimento
Sofrendo de grave depressão, Nichols morreu após uma overdose de barbitúricos em sua casa, na Cidade de Nova Iorque, em 25 de setembro de 1960. A sua morte foi considerada um suicídio. Ela foi enterrada no Cemitério Woodlawn, no Bronx, Nova York.

## Legado
Durante o curso de sua carreira, Nichols voou todos os tipos de aeronaves desenvolvidas, incluindo dirigíveis, planadores, autogiros, hidroaviões, biplanos, triplanos, aeronaves de transporte e um jato supersônico. Nichols entrou postumamente para o National Aviation Hall of Fame, em 1992. 